# Nemėžis

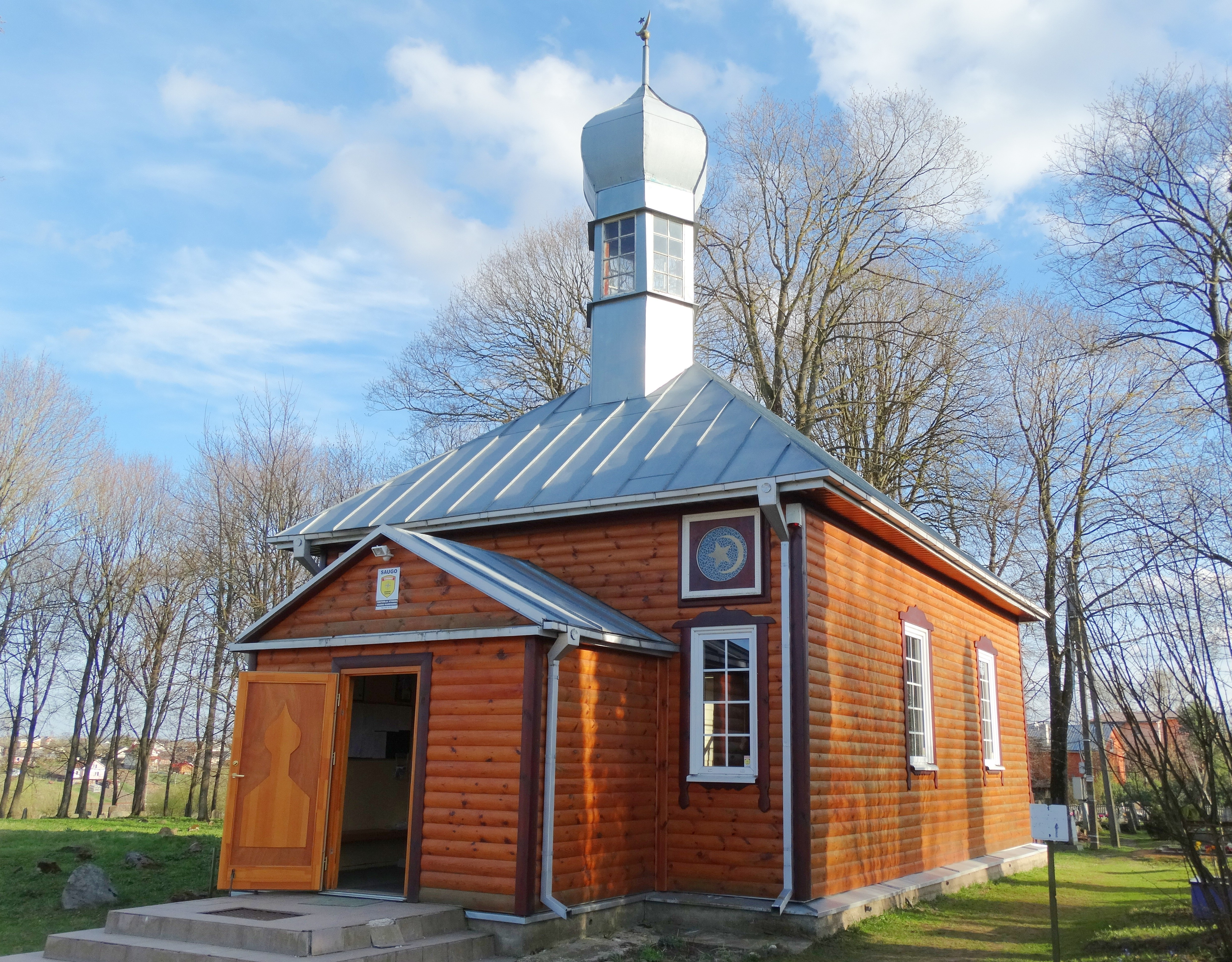
Moschee in Nemėžis

Nemėžis ist ein Ort in der Rajongemeinde Vilnius, Litauen. Das Dorf ist das Zentrum des gleichnamigen Amtsbezirks. In Nemėžis gibt es eine 1909 gebaute Sunniten-Moschee, die katholische Rapolas-Kalinauskas-Kirche, das Rapolas-Kalinauskas-Gymnasium (mit den Bildungsprogrammen auf Litauisch, Russisch und Polnisch), eine Bibliothek, ein Postamt (LT-13034). Das Dorf zählt im Jahr 2011 2.498 Einwohner.